# Groovin' with Jug
Groovin' with Jug è un album di Gene Ammons e Richard Holmes, pubblicato dalla Pacific Jazz Records nel 1961. I brani furono registrati il 15 agosto 1961, precisamente Groovin' with Jug, Morris the Minor e Hey You, What's That? nel pomeriggio al Pacific Jazz Studios di Hollywood (California), Good Vibrations (Happy Blues), Willow Weep for Me e Juggin' Around dal vivo al The Black Orchid di Los Angeles (California) nella notte di quella stessa data.

## Tracce
Lato A
1. Good Vibrations – 8:40 (Art Farmer)
2. Willow Weep for Me – 6:35 (Ann Ronell)
3. Juggin' Around – 3:10 (Gene Ammons)

Lato B
1. Groovin' with Jug – 7:20 (Gene Ammons)
2. Morris the Minor – 7:55 (Richard Holmes)
3. Hey You, What's That? – 6:16 (Gene Ammons)

Edizione CD del 1989, pubblicato dalla Capitol Records
1. Happy Blues (Good Vibrations) – 8:38 (Art Farmer)
2. Willow Weep for Me – 7:04 (Ann Ronnel)
3. Juggin' Around – 3:20 (Gene Ammons)
4. Hittin' the Jug – 7:20 (Gene Ammons) – Bonus Track
5. Exactly Like You – 9:05 (Dorothy Fields, Jimmy McHugh) – Bonus Track
6. Groovin' with Jug – 4:19 (Gene Ammons)
7. Morris the Minor – 7:53 (Richard Holmes)
8. Hey You, What's That?[4] – 6:53 (Gene Ammons)

- Brani 4 e 5 registrati il 15 agosto 1961 (notte) al The Black Orchid di Los Angeles, California

## Musicisti
- Gene Ammons - sassofono tenore
- Richard Holmes - organo
- Gene Edwards - chitarra
- Leroy Henderson - batteria